# Aporum bicornutum
Aporum bicornutum é uma espécie de orquídea epífita de hábito pendente e flores pequenas, que habita Borneu.